# Un parfum d'amour
Pour plus de détails, voir Fiche technique et Distribution.
Un parfum d'amour (Virilità) est un film de type comédie érotique italienne réalisé par Paolo Cavara et sorti en 1974.
Le film a obtenu un grand succès commercial, encaissant 1,261 milliard de lires au box-office italien.

## Synopsis
L'action du film se déroule en Sicile.
Vito La Casella, marié à la jeune Cettina, ne manque jamais une occasion de prouver sa  virilité aux habitants de son village.
Le fils de Vito, Roberto la Casella, issu d’un premier mariage, revient à l'improviste de Londres avec deux jeunes amis, Pat et Ted. Don Vito essaie de le « brancher » avec Lucia, la fille du pharmacien. Mais amoureux de sa belle-mère, Roberto décline la proposition. Lucia le surprend entrain d’embrasser son amante Pat, un véritable garçon manqué. Lucia ne tarde pas à lancer la rumeur dans le village : Roberto aime les hommes. Désespéré, Don Vito tente de convaincre son entourage du contraire et décide finalement, pour sauver l’honneur de la famille, de révéler la liaison qu’entretiennent Roberto et Cettina.

## Fiche technique
- Titre : Un Parfum d'amour
- Titre original : Virilità
- Réalisation : Paolo Cavara
- Scénario : Giovanni Simonelli, Gian Paolo Callegari
- Production : Carlo Ponti
- Photographie : Claudio Cirillo
- Montage : Mario Morra
- Genre : comédie érotique
- Durée : 90 min
- Date de sortie : 1974
- Pays :  Italie

## Distribution
- Turi Ferro : Vito La Casella
- Agostina Belli : Cettina
- Marc Porel : Roberto La Casella
- Tuccio Musumeci : avocat Fisichella
- Anna Bonaiuto : Lucia
- Geraldine Hooper : Pat
- Attilio Dottesio : juge